# Трестија (Хунедоара)
Трестија (рум. Trestia) насеље је у Румунији у округу Хунедоара у општини Бајица. Oпштина се налази на надморској висини од 350 m.

## Становништво
Према подацима из 2002. године у насељу је живело 356 становника, од којих су сви румунске националности.